# Hijos de Dune (miniserie)

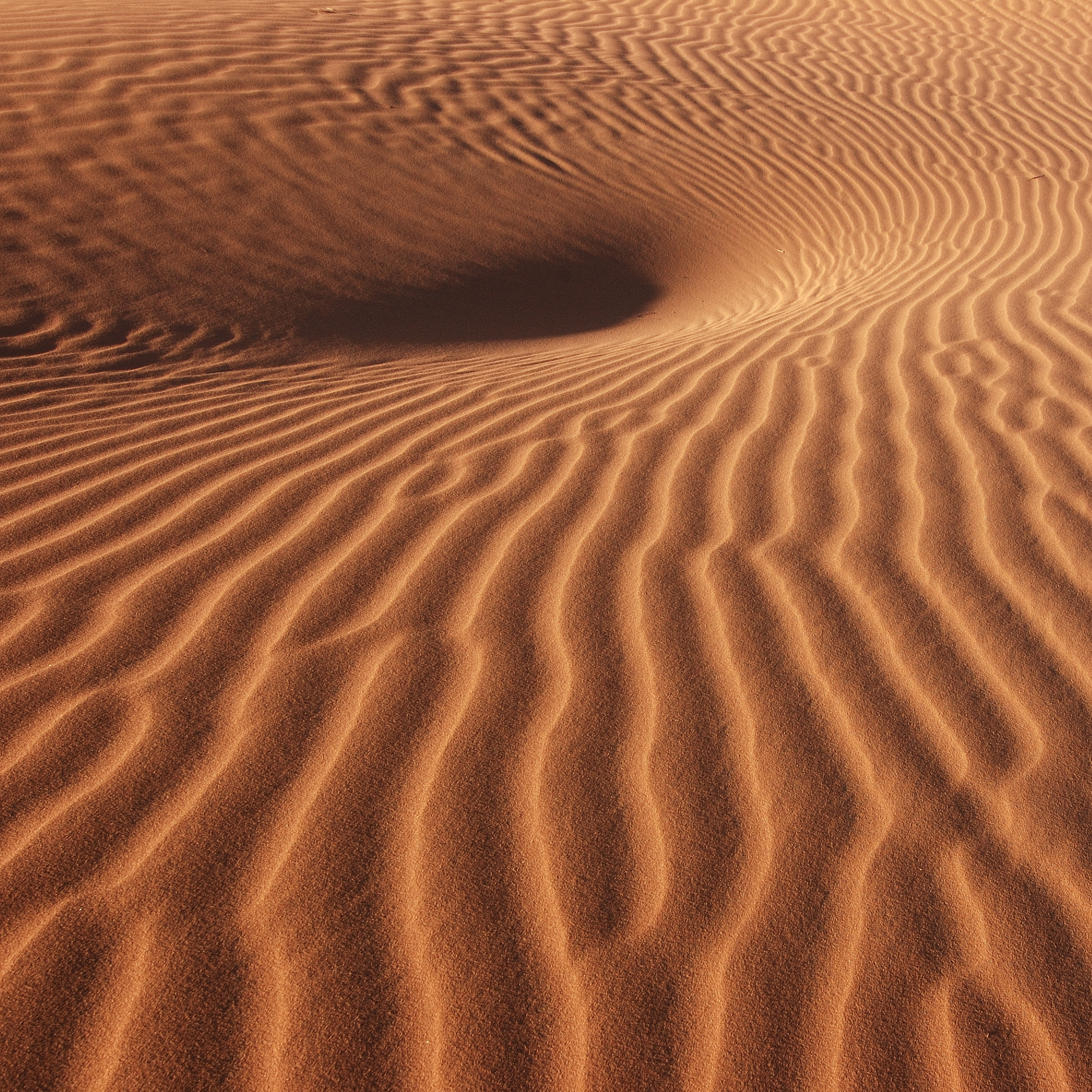
Ondulaciones de arena en el Erg Chebbi en Marruecos

Hijos de Dune (título original: Children of Dune) es una miniserie de televisión del género de ciencia ficción, basada en las novelas El mesías de Dune e Hijos de Dune, la segunda y la tercera novelas respectivamente de la exitosa saga original de Dune, escrita por Frank Herbert. La miniserie fue emitida por primera vez en Estados Unidos el 16 de marzo de 2003 por el canal SyFy.
En su versión distribuida en España, la miniserie de 3 capítulos y 5 horas pasa a ser de 2 episodios y 3 horas, además de otro recorte técnico donde el formato 16:9 pasó a 4:3.

## Adaptación
Después que terminó la producción de la miniserie Dune y antes de que esta fuera emitida, Sci Fi contrató al escritor y director de la misma, John Harrison, para que escribiera una secuela.
Harrison pensó que sería posible combinar los argumentos de las dos novelas siguientes de Herbert, El Mesías de Dune e Hijos de Dune, en una sola adaptación para la televisión. Después de todo, el Mesías de Dune es una novela muy corta en comparación con el resto de las novelas de la saga (apenas es una tercera parte de la extensión de Dune o de Hijos de Dune); por eso era relativamente fácil unirla a la tercera novela (Hijos de Dune) para crear un solo guion.
Además, Harrison creía que era una buena manera de cerrar la historia de la dinastía Atreides; al menos en lo que se refiere al protagonista original de la historia, Paul Atreides, y sus hijos y herederos. Lo cual tiene lógica para los conocedores de la obra literaria, ya que efectivamente es en estas tres primeras novelas donde podemos ver a Paul y a todos los personajes que lo rodearon en su época; en las novelas siguientes todos esos personajes ya están muertos (a excepción de Leto II en la cuarta novela), por lo que efectivamente esta primera trilogía de la saga representa un punto y aparte con el resto de la historia.

## Argumento
Al principio de la miniserie la narración nos dice que han pasado 12 años desde que Paul Atreides derrocó a Shaddam IV y se convirtió en Emperador del Universo Conocido (acontecimientos que ocurrieron al final de Dune, la miniserie anterior); en esos doce años las legiones del Ejército de Paul (formado por los Fremen) han invadido y conquistado todos los planetas del Imperio donde se ha presentado resistencia al nuevo régimen, destruyendo a los restos del antiguo Ejército Imperial de Shaddam y sembrando muerte y destrucción a su paso. Las víctimas incontables de ésta sangrienta guerra religiosa y política, de ésta "jihad" emprendida por Paul y sus fanáticos guerreros fremen; han hecho que el nombre de Muad'Dib (nombre fremen de Paul) haya dejado de ser una bendición para los habitantes del Imperio y se haya convertido en una maldición.
Mientras tanto, en Arrakis (convertida en capital del Imperio por orden de Paul) está avanzando el programa científico ecológico para convertir los desiertos del planeta en bosques y selvas; aunque la mayor parte del planeta aún es desértico, el agua antes escasa es ahora tan abundante que hasta se ven charcos de la misma en las calles de Arrakeen. Pero este hecho, así como los cambios profundos que se están produciendo en la forma de vida de los fremen que están abandonando rápidamente sus antiguas costumbres; despiertan la oposición de los sectores más tradicionalistas de los fremen, que se muestran cada vez más descontentos con el régimen de Paul y con su propia jihad por el Universo.
Por otro lado, la religión oficial del régimen de Paul sigue manipulando la mente de las masas por todo el Universo; ésta religión, dirigida por Alia Atreides (la hermana menor de Paul), predica que Paul es un Dios viviente y que por eso sus decisiones son sagradas y oponerse a él es un pecado. La gente del Imperio es obligada a convertirse a la religión Atreides por las buenas o por las malas. Y una corrupta burocracia sacerdotal ha comenzado a crecer amparada en ésta religión, disfrutando de los privilegios de su poder absoluto y del terror inquisitorial.
El propio Paul está descontento con su obra; odia la dictadura en que se ha convertido su gobierno, desprecia la falsa religión que se ha creado en su nombre y le horroriza el monstruoso derramamiento de sangre que produce la interminable guerra. La culpa le atormenta, pero no puede renunciar y dar marcha atrás; porque por una parte, sabe que la Revolución que lidera continuará con él o sin él. Por otra parte, por sus poderes de Kwisatz Haderach (que permiten "ver" el futuro), Paul sabe también que la única forma de salvar a la Humanidad de su total destrucción es mediante el camino que ha tomado; aunque sea un camino doloroso. Sin embargo, Paul no se atreve a dar el paso definitivo para emprender la ruta que salve a la especie humana, por el sacrificio que ello significaría para él y los seres que ama.
Mientras Paul sigue atormentado por sus dudas y sus visiones proféticas del futuro, sus peores enemigos conspiran contra él. Los grupos y personalidades que perdieron el poder por culpa de la Revolución de Paul, y que ahora viven oprimidos y humillados bajo su dictadura; planean la forma de matarlo o inutilizarlo y derrocar su régimen. Así las cosas, la hermandad Bene Gesserit, la Cofradía Espacial, los Bene Tleilax y la Princesa Wensicia Corrino han unido sus fuerzas para llevar a cabo un siniestro plan para destruir a Paul.
La líder de la conspiración es la Princesa Wensicia, una de las cinco hijas del derrocado Emperador anterior (Shaddam); ella es la que logra convencer a la Bene Gesserit y a la Cofradía para que se unan a la conspiración. Pero son los Bene Tleilax los que han puesto el arma decisiva para acabar con Paul: un ghola de Duncan Idaho, el amigo de Paul que murió luchando contra los soldados de Shaddam. Precisamente fueron los hombres de Shaddam los que recuperaron el cadáver de Duncan y lo entregaron a los tleilaxus para que lo "revivieran" como ghola; y ahora, programando su mente para obedecerlos, esperan usarlo para aniquilar a Paul.
Los conspiradores han logrado reclutar a algunos fremen rebeldes, que están dispuestos a traicionar a Paul; unos por ambición y otros porque pertenecen a los sectores tradicionalistas que odian los resultados del gobierno de Paul y quieren detener la guerra. 
Mientras tanto, en la Corte de Paul se suceden otras intrigas y enfrentamientos; la Princesa Consorte Irulan Corrino (la esposa legal de Paul e hija del anterior Emperador Shaddam, con la que tuvo que casarse para legitimar su ascenso al trono) ha estado "envenenando" en secreto la comida de Chani (la concubina oficial y verdadera mujer de Paul) con poderosos anticonceptivos para evitar que tenga hijos con Paul. Chani lo descubre y amenaza de muerte a Irulan, al mismo tiempo que comienza una dieta fremen especial y peligrosa a base de grandes cantidades de Melange para contrarrestar los efectos del envenenamiento y así poder quedar embarazada. Al mismo tiempo existe una fuerte tensión entre Irulan y Alia Atreides, la hermana menor de Paul, que muestra su desprecio por su cuñada legal.
Cuando el embajador de la Cofradía Espacial en la Corte de Paul (que es un navegante de la Cofradía, un ser mutante de aspecto monstruoso) entrega el ghola de Duncan Idaho como un regalo para Paul de parte de la Cofradía; Paul lo acepta aunque sabe que se trata de una trampa. La hermana de Paul, Alia, se siente atraída de inmediato por el ghola de Duncan.
Siguiendo con la conspiración, el representante de los tleilaxus entre los cabecillas de la trama conspirativa asesina a un fremen que se había unido a la intriga confiando ingenuamente en sus cómplices; también asesina a la hija de otro fremen que se encontraba en la casa del fremen conspirador (que la había traído por petición de los líderes de la intriga). Después el tleilaxu transforma su aspecto físico para asumir la forma de la chica fremen asesinada (los tleilaxus son hermafroditas que pueden convertirse en hombre o en mujer, y que pueden cambiar su cuerpo y su cara para tener el aspecto de otra persona) y así poder infiltrarse en la Corte de Paul y conducirlo a una emboscada; aprovechando que la joven era hija de un antiguo compañero de armas y amigo personal de Paul.
Paul, entre tanto, tiene sus propios planes; ordena detener a la líder máxima de la Bene Gesserit (y una de los cabecillas de la conspiración) y la hace recluir en su Palacio. Irulan, la esposa de Paul, se pone en contacto con ella (Irulan es una aprendiz de Bene Gesserit); la Princesa parece ignorar los planes que existen contra su esposo y que posiblemente ella no permitiría, ya que está enamorada de él (a pesar de que Paul no la ama y no tiene relaciones sexuales con ella). Sin embargo, la Princesa sí se pone a las órdenes de la jefa de la Bene Gesserit para ayudarla en su cautiverio; y es obvio que la orden Bene Gesserit ha estado implicada con Irulan en el envenenamiento para impedir que Chani tenga hijos. La líder Bene Gesserit ordena a Irulan que le provoque un aborto a Chani sí queda embarazada, porque no pueden permitir que el material genético de Paul se corrompa al mezclarse con la sangre fremen; pero la Princesa se resiste a cumplir la orden por escrúpulos.
Por otro lado, el tleilaxu bajo su falsa forma de chica fremen se encuentra con Paul y lo invita a visitar la casa de su viejo amigo y excompañero de armas, diciéndole que quieren contarle detalles de una conspiración de fremen rebeldes para derrocarlo. Paul sabe que no es la hija de su amigo sino un tleilaxu y que es parte de la trampa en su contra; pero le sigue la corriente, a pesar de las objeciones de su Ministro principal y buen amigo, Stilgar. Así que Paul va al encuentro con el antiguo guerrillero fremen (que no sabe que su hija fue asesinada y sustituida por un impostor); y allí conoce a un enano esclavo del guerrero fremen que dice conocer la lista de los traidores fremen (aunque en realidad es otro ghola y espía de los tleilaxus).
Saliendo de la casa del exguerrillero fremen, Paul sufre el atentado planeado por sus enemigos con una terrible e inesperada arma; y aunque logra sobrevivir, sus ojos son quemados y destruidos. De acuerdo a las leyes tradicionales fremen, un ciego debe ser abandonado en el desierto para que encuentre la muerte; pero los poderes sobrenaturales de Paul le permiten ver sin necesidad de sus ojos, lo que le salva de momento de su destino.
La Princesa Wensicia, ante el fracaso parcial del plan, ordena entonces que un gusano de arena de Arrakis sea robado y transportado a Salusa Secundus, en un intento de reproducir los gusanos y crear Melange fuera de Arrakis, rompiendo así el monopolio de Paul sobre la materia más valiosa del Universo. Al mismo tiempo, Shaddam muere y la codiciosa Wensicia se convierte en la Regente y jefa de la Casa Corrino.
Paul cada vez se apoya más en el ghola de Duncan Idaho, que a su vez ha iniciado una relación sentimental con Alia. El enano espía de los tleilaxus (que se había salvado del atentado junto a Paul y vivía en Palacio por órdenes de este) tiene la clave para ejercer el control mental sobre Duncan y usarlo en el momento oportuno. Los recuerdos de su "vida pasada" son más y más fuertes en Duncan, que empieza a reasumir su personalidad y a rebelarse contra el control hipnótico que ejerce el enano sobre él.
Paul decide que ha llegado el momento de cumplir con su trágico destino, y con Chani en los últimos días de un embarazo acelerado por el consumo de Melange, se dispone a trasladarse al Sietch (poblado de una tribu fremen) de Stilgar. Antes de abandonar el Palacio, él se despide de su esposa Irulan en una emotiva escena donde le dice a ella que ha dado órdenes de que no le hagan daño pase lo que pase; Paul admite que ha sido cruel con ella, y sella la paz y el perdón mutuo con un beso.
Antes de partir Paul también da su autorización a Alia para que ajuste las cuentas y acabe con todos los conspiradores que están en Arrakis. Una vez en el Sietch Tabr, Paul debe soportar la dolorosa agonía de su mujer Chani mientras lucha por dar a luz a su hijo; al mismo tiempo Alia y Stilgar con implacable decisión asesinan al Embajador de la Cofradía, al sacerdote traidor que encabeza a los fremen rebeldes y a la propia líder de la Bene Gesserit en una sangrienta vendetta.
Chani logra dar a luz, pero queda moribunda; Paul es conducido al lugar del alumbramiento y con sorpresa descubre que en lugar de un hijo tiene dos, ya que son gemelos (algo que sus visiones del futuro no le habían revelado). Se trata de una hembra y un varón; el varón sería llamado Leto y la hembra Ghanima.
Paul ve a Chani con vida por última vez, y entonces la única mujer que amó muere delante de él; inmediatamente Paul pierde el poder que le permitía ver sin ojos, y queda ciego de verdad. El tleilaxu disfrazado de la chica fremen y el ghola enano esperan entonces que el ghola de Duncan ejecute la orden programada en su mente y asesine a Paul; pero Duncan vence la sugestión mental y en una fulminante reacción asesina al enano. Sin embargo, el tleilaxu se alegra porque por fin han logrado perfeccionar la técnica de resurrección ghola, consiguiendo que un ghola vuelva a ser la persona muerta a partir de la cual fue creado. Al mismo tiempo el tleilaxu (que vuelve a asumir su forma original de hombre) se coloca en posición de asesinar a los hijos de Paul y lo chantajea proponiéndole un trato que lo convertiría en un vasallo de los tleilaxus.
Pero lo que ignora el tleilaxu es que los hijos de Paul son pre-nacidos, igual que su tía Alia; es decir, que su conciencia despertó antes de nacer, siendo fetos, y que dentro de ellos viven las memorias de millones de personas muertas como sí las almas de esas personas vivieran dentro de ellos. Además, tienen increíbles poderes mentales iguales o superiores a los de su padre; y usando esos poderes el recién nacido Leto ayuda a su padre ciego a derrotar y asesinar al tleilaxu. Entonces las visiones emtidas por su hijo le dicen a Paul que ya es libre, porque a partir de ahora el destino estará en manos de sus hijos; Paul se siente triste, pero liberado.
Esta parte de la miniserie termina cuando Paul se interna en el desierto para cumplir las leyes fremen y encontrar la muerte; Alia, desesperada por el dolor por la suerte de su hermano y abrumada por la responsabilidad de gobernar el Imperio hasta que sus sobrinos sean mayores de edad, busca refugio en los brazos de Duncan que promete no abandonarla nunca. El tiempo de los Hijos de Dune ha comenzado.

## Argumento de la segunda parte
La segunda parte de la miniserie comienza casi 18 años después de la desaparición de Paul en el desierto; en ese tiempo la Princesa Irulan ha criado a los hijos de Paul y Chani como sí fueran sus propios hijos. Más que una madrastra, Irulan ha sido una verdadera madre adoptiva para los herederos de su difunto esposo; los gemelos han crecido y se han convertido en unos carismáticos y atractivos adolescentes, que por un lado tienen una madurez precoz para su edad (gracias a la experiencia de esas vidas ajenas y pasadas que viven en su interior) y por el otro exhiben la locura temeraria y alegre de unos adolescentes traviesos.
En esos mismos años, Alia ha gobernado el Imperio en nombre del difunto Paul y sus hijos menores de edad, en su condición de Regente Imperial; Alia se ha casado con Duncan y supervisa la crianza que Irulan le ha dado a los gemelos. En lo político, Alia se apoya en Stilgar que sigue siendo Ministro de Estado principal.
Sin embargo, lo que nadie sospecha (a excepción de los hijos de Paul) es que Alia está siendo poseída por las personalidades de los millones de personas que habitan dentro de ella. Atormentada por los ecos de los millones de voces que retumban en su cabeza, Alia ha ido perdiendo la cordura y se está convirtiendo en una persona perversa y paranoica; y todo termina por derrumbarse cuando finalmente la personalidad del diabólico Barón Vladimir Harkonnen (el abuelo materno secreto de Alia y Paul, al que ella misma asesinó) convence a Alia de que él es el único que puede acallar a las otras personalidades que habitan en su mente, y por lo tanto ella se deja dominar por él. Así Alia se convierte en lo que más odian y temen las Bene Gesserit, una "Abominación". 
Mientras Alia se ha convertido en un monstruo que oprime al Universo Conocido, la siniestra Princesa Wensicia Corrino sigue tramando complots desde su feudo de Salusa Secundus. El gusano de arena arrakiano que ordenó robar en la primera parte de la miniserie no ha logrado los resultados esperados, es decir, no ha producido Melange ni se ha reproducido. Pero ahora Wensicia planea asesinar a los hijos gemelos de Paul, y una vez eliminados los herederos imperiales, provocar una crisis y un levantamiento armado en el Imperio aprovechando la creciente impopularidad de Alia y la oposición que enfrenta en grandes sectores de los fremen. Y después de derrocar a Alia, Wensicia planea convertir en Emperador a su único hijo varón, el Príncipe Farad`n Corrino (que ignora los planes de su madre). De esta manera la Corona volvería a la familia Corrino.
Para complicar aún más las cosas, la madre de Paul, Jessica Atreides, ha anunciado que se dispone a visitar Arrakis; en lo que ha de ser su primera visita al planeta desde que se marchó del mismo cuando su hijo derrocó a Shaddam. Todos se preguntan los verdaderos motivos de la inesperada visita de la matriarca de los Atreides; Alia e Irulan sospechan que Jessica pudo haberse reconciliado con la orden Bene Gesserit y haber sido enviada a investigar sí sus nietos se han convertido en la temida Abominación (y Alia piensa que además viene a averiguar lo mismo de ella). Los gemelos Leto y Ghanima también intuyen que su abuela viene a averiguar sí ellos se han convertido en la Abominación, aunque por iniciativa propia y no trabajando para la Bene Gesserit. Pero las reacciones son diferentes: Alia ve en su madre a una enemiga y quiere convencer a sus sobrinos de que la ayuden a vencerla, Irulan sólo quiere proteger a los gemelos y no quiere enfrentarse a Jessica sí no es necesario (porque en el fondo anhela el afecto de la madre de su difunto esposo), y los gemelos comprenden los temores de su abuela y sólo desean hacerle comprender la verdad (además de que saben que su verdadera enemiga es su tía Alia).
Cuando Jessica finalmente llega a Arrakis (acompañada de su amigo y mano derecha, Gurney Halleck) suceden inmediatamente dos hechos importantes. El primero, hace su aparición un enigmático personaje que desde hace tiempo mantiene revolucionada a Arrakis; se trata de un profeta errante venido del desierto, un hombre ciego que viste como mendigo y que predica contra la corrupta religión de los Atreides y especialmente contra Alia, acusándolos de haber deformado y traicionado el ideal de Paul Atreides. Muchos habitantes de Arrakis creen que se trata del propio Paul Atreides que sobrevivió milagrosamente a los rigores del desierto y a los gusanos de arena, y que ha vuelto para limpiar a la Humanidad de la corrupción y la maldad de Alia y sus sacerdotes verdugos. "El Predicador" (como le llaman) se aparece en la ceremonia de bienvenida de Jessica y reta a Alia con un acalorado discurso contra toda la Familia Imperial (ante el vivo interés de Leto que sospecha que puede ser su padre).
El segundo hecho es un atentado contra los Atreides que ocurre después del discurso de El Predicador; a consecuencia de ese intento fallido de asesinato se descubre que hay otro actor en juego en la compleja red de intrigas y conspiraciones. Se trata de una mítica tribu o sietch del desierto que hace varias generaciones fue exterminada (o al menos eso se creía) por un ataque conjunto de todas las tribus fremen que querían castigar a esa tribu por cometer el pecado más grande para las leyes fremen: el asesinar gente para robarles el agua a sus cuerpos. Pero ahora descendientes de los supervivientes de esa tribu (llamada "Jacurutu") traman un plan para destruir a los Atreides y a la raza fremen.
Mientras todas las intrigas amenazan con chocar y desatar el caos en el Universo Conocido, Leto tiene visiones proféticas que lo empujan a tomar una dramática decisión; una decisión para dirigir a toda la Humanidad por un camino que la salve de la destrucción total que aparece en las visiones del futuro de Leto. Pero este camino o dirección que Leto llama la "Senda de Oro" (y que Paul no pudo tomar por miedo a alejarse de su amada Chani) implicaría grandes sacrificios para la Humanidad y para Leto en particular.